# جوزف شاورز
جوزف شاورز (انگلیسی: Joseph Schauers; ۲۷ مهٔ ۱۹۰۹ – ۱۸ اکتبر ۱۹۸۷) قایقران روئینگ اهل ایالات متحده آمریکا بود.